# Песо Гвінеї-Бісау
Песо Гвінеї-Бісау (порт. Peso da Guiné Bissau) — грошова одиниця Гвінеї-Бісау, що перебувала в обігу у 1976–1997 роках. 1 песо дорівнював 100 сентаво.

## Історія
Песо Гвінеї-Бісау було запроваджено у обіг 1 березня 1976 року замість ескудо Португальської Гвінеї, обмін здійснювався у співвідношенні 1:1. Песо було прив'язано до португальського ескудо до 26 травня 1978, потім курс до інших валют почав визначатись виходячи з твердого співвідношення: 44 песо за 1 СДР, а з 23 грудня 1983 — 88 песо за 1 СДР із введенням курсу, що коливався із урахуванням внутрішніх цін, умов зовнішнього ринку та стану платіжного балансу.
1997 року замість песо було запроваджено франк КФА, обмін здійснювався у пропорції 65 песо за 1 франк.

## Монети і банкноти
Випускались монети номіналом 50 сентаво, 1, 2½ , 5, 20 песо. Карбувались також пам'ятні монети: із сталі, вкритої нікелем — 200 песо, з дорогоцінних металів — 10 000, 20 000, 50 000 песо.
1976 року було випущено банкноти, датовані 24 вересня 1975, номіналами у 50, 100 та 500 песо. Подальші випуски банкнот:
- 24 вересня 1978—1000 песо;
- 28 лютого 1983 — 50, 100, 500 песо;
- 12 вересня 1984 — 5000 песо;
- 1 березня 1990 — 50, 100, 500, 1000, 5000, 10 000 песо;
- 1 березня 1993 — 1000, 5000, 10 000 песо.